# ماري ويكفيلد (ممرضة)
ماري ويكفيلد (بالإنجليزية: Mary Wakefield)‏ من مواليد 12 أغسطس 1954 هي ممرضة أمريكية ومسؤولة عن الرعاية الصحية.

## التعليم
ولدت ويكفيلد في ديفلز ليك بولاية نورث داكوتا عام 1954. حصلت على بكالوريوس العلوم في التمريض من جامعة ماري في بسمارك، داكوتا الشمالية عام 1976. وعلى درجة الماجستير في العلوم عام 1978، و درجة الدكتوراه في عام 1985 في التمريض من جامعة تكساس في أوستن.

## مسارها وظيفي
عملت ويكفيلد كممرضة بدوام كامل أو جزئي، في المقام الأول في دور رعاية المسنين والعناية المركزة الريفية من عام 1976 إلى عام 1985، ودرست التمريض من عام 1977 إلى عام 1987 في جامعة نورث داكوتا. و عملت لمدة شهر كمستشارة للبرنامج العالمي للإيدز في منظمة الصحة العالمية في جنيف، سويسرا، ثم شغلت منصب رئيس أركان السيناتور كنت كونراد، الذي احتفظت به حتى عام 1996. تضمنت مهامها في مجلس الشيوخ الرئاسة المشتركة لمنظمة موظفي مجموعة الصحة الريفية بمجلس الشيوخ مع شيلا بيرك، التي كانت أيضًا ممرضة وكانت رئيسة أركان السيناتور بوب دول، من عام 1987 إلى عام 1992.
في عام 1996عادت إلى الأوساط الأكاديمية وعملت كأستاذة ومديرة لمركز السياسة الصحية والأبحاث والأخلاق في جامعة جورج ميسون. في عام 2001 عادت إلى نورث داكوتا بصفتها عميدًا مشاركًا للصحة الريفية في كلية الطب والعلوم الصحية بجامعة نورث داكوتا. ومديرة مركز الصحة الريفية في كلية الطب والعلوم الصحية بجامعة نورث داكوتا في جامعة الأمم المتحدة. كانت الدكتورة ويكفيلد أيضًا مديرًة لمركز معلومات الصحة الريفية وهو مصدر معلومات تموله إدارة الموارد والخدمات الصحية حول الصحة الريفية والخدمات الاجتماعية للباحثين و واضعي السياسات ومديري البرامج وموظفي المشاريع. كانت مندوبة كبيرة في المؤتمر الوطني للحزب الديمقراطي لعام 2008.
في نوفمبر 2020، تم تعيينها كعضوة متطوعة في فريق مراجعة وكالة الانتقال الرئاسي جو بايدن لدعم جهود الانتقال المتعلقة بوزارة الصحة والخدمات الإنسانية ولجنة سلامة المنتجات الاستهلاكية الأمريكية.

### إدارة أوباما
تم تعيين ويكفيلد كمسؤولة عن إدارة الموارد والخدمات الصحية من قبل الرئيس باراك أوباما في فبراير 2009. الوكالة لديها ميزانية 7.5 مليار دولار للوكالة التي توزع التمويل عبر حوالي 3000 منحة تغطي 80 برنامجًا، وتلقت 2.5 مليار دولار إضافية بموجب قانون الرعاية بأسعار معقولة.
بصفتها مديرة إدارة الموارد والخدمات الصحية، أشرفت على ما يقرب من 1100 عيادة رعاية مجتمعية مدعومة فيدراليًا تخدم الأشخاص الذين ليس لديهم تأمين صحي أو الذين يعانون من نقص التأمين. أشرفت على دفع 150 مليون دولار لتمويل تلك العيادات بموجب قانون الرعاية الميسرة لمساعدة الناس على الالتحاق بالبرنامج، و 250 مليون دولار أخرى في شكل منح تنافسية لبناء عيادات رعاية مجتمعية جديدة وزيادة الخدمات.  كما أدارت صرف 55.5 مليون دولار في شكل منح لزيادة القوى العاملة في مجال التمريض وطب الأسنان.

### نائبة الأمين

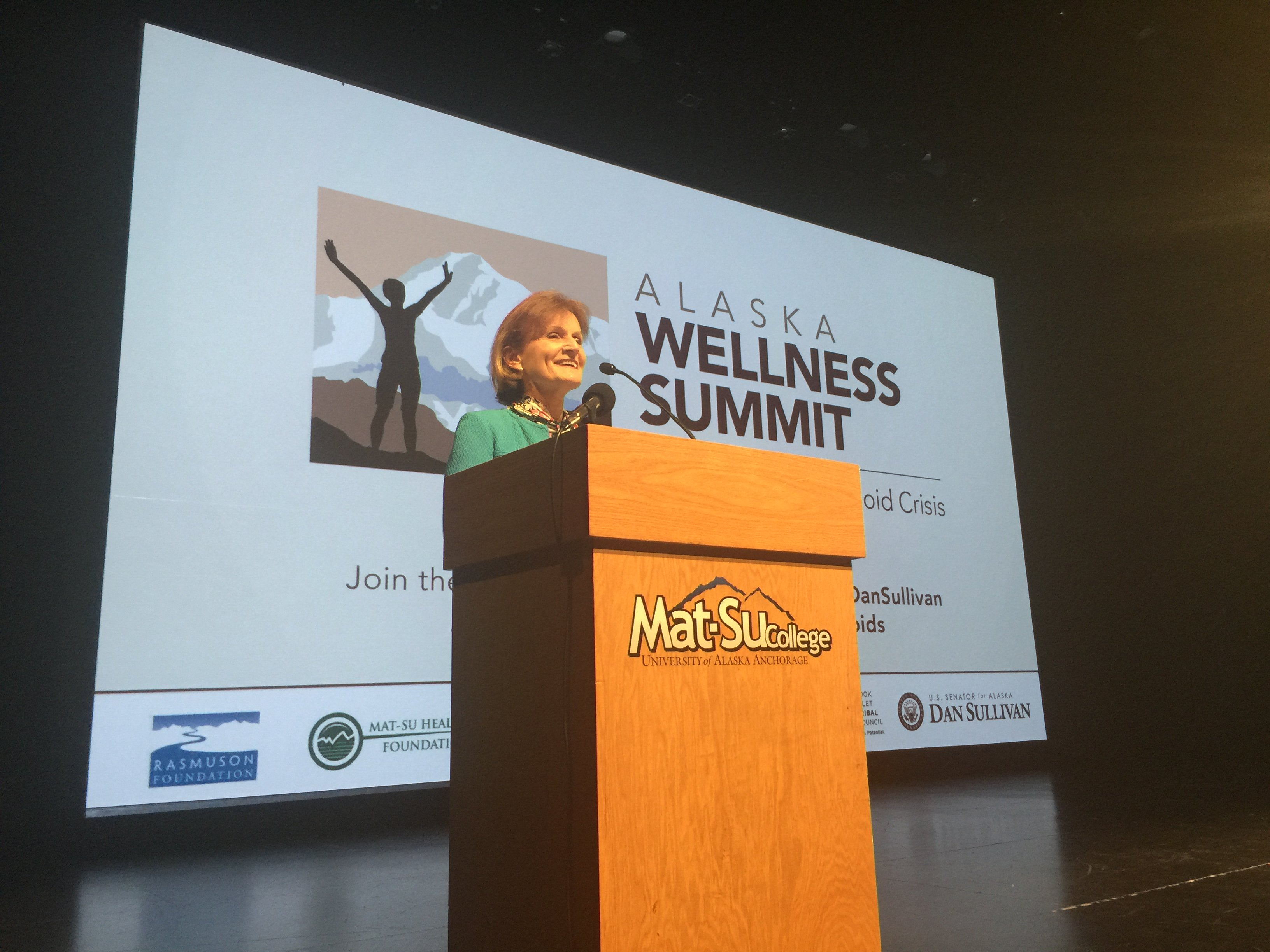
ويكفيلد تتحدث في 2016 قمة ألاسكا للعافية.

بدأت ويكفيلد العمل كنائبة وزير الصحة والخدمات الإنسانية بالنيابة في أبريل 2015 بعد استقالة بيل كور. وفي 9 يوليو 2015 رشحها الرئيس باراك أوباما لهذا المنصب بشكل دائم. في 13 يوليو 2015 تم إرسال ترشيحها إلى مجلس الشيوخ الأمريكي وحصلت على جلسة استماع أمام لجنة الشؤون المالية بمجلس الشيوخ الأمريكي في 4 فبراير 2016. تم تعليق ترشيحها في مجلس الشيوخ ولم يتم تأكيده أبدًا بسبب الخلافات حول الإجهاض بين أعضاء مجلس الشيوخ الجمهوريين و وزارة الصحة والخدمات الإنسانية والتي لا علاقة لها بوايكفيلد شخصيًا. انتهت فترة عملها كنائبة للسكرتير في 20 يناير 2017، وعادت إلى داكوتا الشمالية.

### اللجنة
عملت ويكفيلد في لجنة معهد الطب منظمة الهجرة الدولية التي أنتجت التقرير كل ابن آدم خطاء في عام 1999 وعبور فجوة الجودة في 2001. كما شاركت في رئاسة لجنة المنظمة الدولية للهجرة التي أصدرت تقرير عام 2003 عن تعليم المهن الصحية: جسر إلى الجودة وترأست اللجنة التي أنتجت تقرير الجودة من خلال التعاون: مستقبل الرعاية الصحية الريفية (2005).
بالإضافة إلى ذلك، كانت عضوًا في اللجنة الاستشارية للرئيس كلينتون بشأن حماية المستهلك والجودة في صناعة الرعاية الصحية من عام 1997 إلى عام 1998. وعملت في اللجنة الاستشارية لمدفوعات الرعاية الطبية من عام 1999 إلى عام 2004، وتم تعيينها عضوًا في اللجنة الاستشارية الوطنية لمكتب سياسة الصحة الريفية في إدارة الموارد والخدمات الصحية عام 1999. عملت لمدة ثلاث سنوات كعضو في المجلس الاستشاري الوطني لوكالة أبحاث الرعاية الصحية والجودة من عام 2001 إلى عام 2004.

### مرتبة الشرف
ويكفيلد زميلة في الأكاديمية الأمريكية للتمريض وانتُخبت في معهد الطب التابع للأكاديميات الوطنية عام 2004. في عام 2019 حصلت على لقب أسطورة حية للأكاديمية الأمريكية للتمريض.